# Saint-Bonnet-Elvert
 Saint-Bonnet-Elvert  là một xã thuộc tỉnh Corrèze trong vùng Nouvelle-Aquitaine miền trung Pháp.